# Спасоевич, Теофило
Те́офило Спа́соевич (сербохорв. Теофило Спасојевић / Teofilo Spasojević; 21 января 1909, Белград, Королевство Сербия — 28 февраля 1970, Белград, СФРЮ) — югославский сербский футболист, левый защитник, участник чемпионата мира 1930 года.

## Карьера

### Клубная
Большую часть своей карьеры Теофило Спасоевич играл за белградский клуб «Югославия». В клубе он составлял тандем защитников вместе с партнёром по сборной Югославии Милутином Ивковичем. За «Югославию» Спасоевич провёл в общей сложности 110 официальных матчей.

### В сборной
Его дебют в сборной состоялся 6 мая 1928 года в товарищеской встрече против Румынии в Белграде, которую югославы выиграли 3:1. А следующая игра уже была последней для Спасоевича в футболке национальной сборной: спустя два года, в августе 1930, сразу после завершения чемпионата мира югославы в Буэнос-Айресе проиграли Аргентине. На чемпионате мира 1930 года он также находился в составе команды, но на поле не выходил.
| Матчи и голы Теофило Спасоевича за сборную Югославии | Матчи и голы Теофило Спасоевича за сборную Югославии | Матчи и голы Теофило Спасоевича за сборную Югославии | Матчи и голы Теофило Спасоевича за сборную Югославии | Матчи и голы Теофило Спасоевича за сборную Югославии | Матчи и голы Теофило Спасоевича за сборную Югославии | Матчи и голы Теофило Спасоевича за сборную Югославии |
| ---------------------------------------------------- | ---------------------------------------------------- | ---------------------------------------------------- | ---------------------------------------------------- | ---------------------------------------------------- | ---------------------------------------------------- | ---------------------------------------------------- |
| №                                                    | Дата                                                 | Место проведения                                     | Соперник                                             | Счёт                                                 | Голы                                                 | Турнир                                               |
| 1                                                    | 6 мая 1928                                           | Белград, Югославия                                   | Румыния                                              | 3:1                                                  | -                                                    | Товарищеский матч                                    |
| 2                                                    | 3 августа 1930                                       | Буэнос-Айрес, Аргентина                              | Аргентина                                            | 1:3                                                  | -                                                    | Товарищеский матч                                    |

Итого: 2 матча / 0 голов; 1 победа, 0 ничьих, 1 поражение.